# H2AFY
H2AFY‏ (H2A histone family member Y) هوَ بروتين يُشَفر بواسطة جين H2AFY في الإنسان.